# Rjazanski Prospekt
Rjazanski Prospekt (Russisch: Ряза́нский проспе́кт uitspraakⓘ) is een station aan de Tagansko-Krasnopresnenskaja-lijn van de Moskouse metro. 

## Geschiedenis
De eerste plannen voor het station zijn uit 1938 toen het als eindpunt van de zuidoostlijn aan de stadsgrens werd voorgesteld. Deze lijn zou buiten de kleine ringspoorlijn van Moskou onder de Rjazanski Prospekt lopen en het depot zou in het verlengde van de lijn buiten de stadsgrens worden gebouwd. Na de dood van Stalin in 1953 werden de plannen voor lijn 7 geconcretiseerd en het definitieve traject kwam zuidelijker te liggen dan in de plannen van 1938. Door de wijziging van het traject ligt het perron nu noord-zuid in plaats van oost-west en het eindpunt met depot werd net binnen de MKAD, sinds 1960 de stadsgrens, gebouwd bij Vychino, destijds Zjadonovskaja. Tijdens de bouw werd het station Rjazanski Sjosse genoemd, zoals de straat tot 1964 heette. Het eerste deel van lijn 7, de Zjadonovsko-radius, waar Rjazanski Prospekt onderdeel van is werd op 31 december 1966 geopend. In 1991 is voorgesteld om het station om te dopen in Vesjnjaki zoals de 500 meter noordelijker gelegen voorstadshalte. 

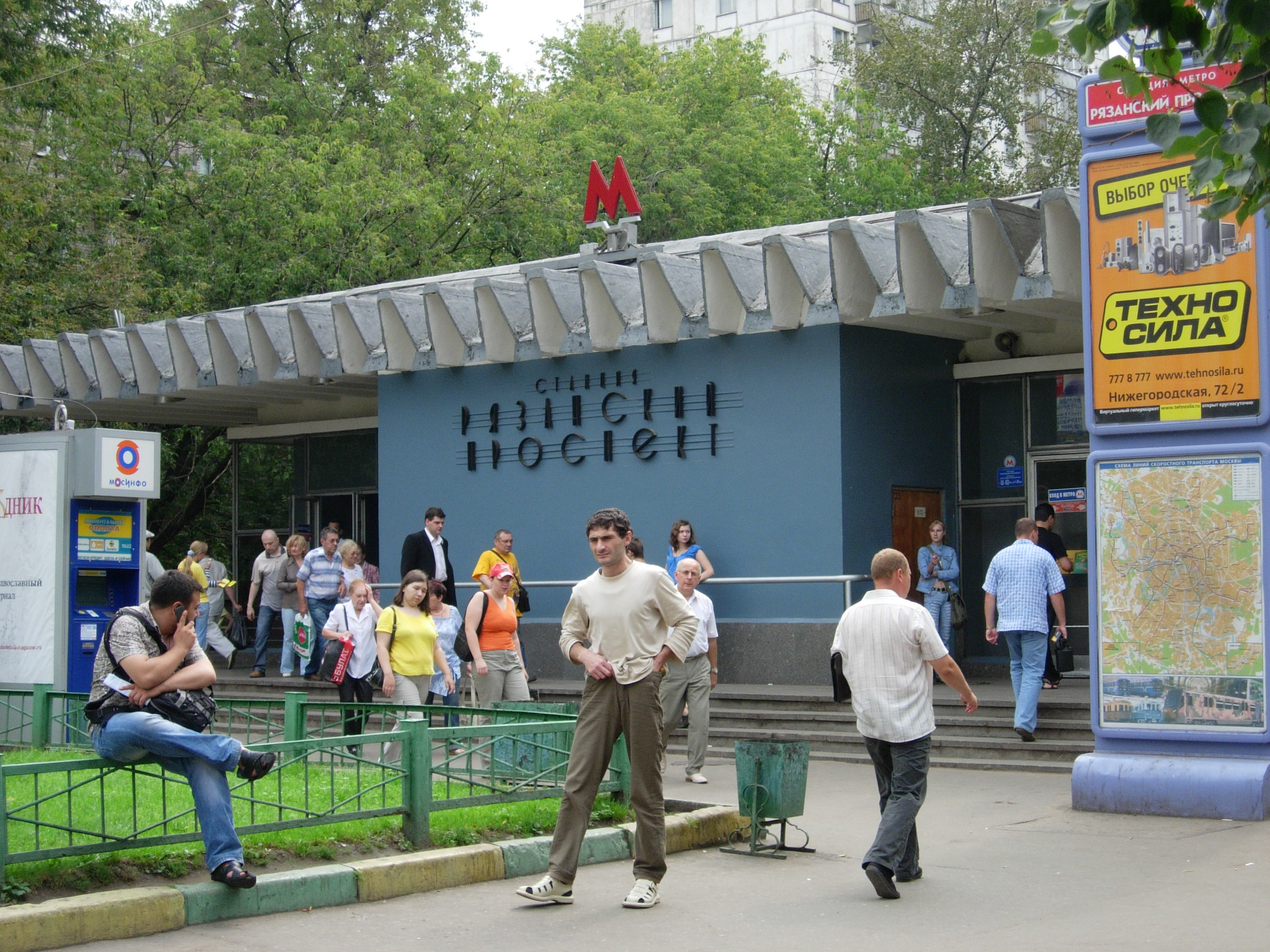
Het stationsgebouw
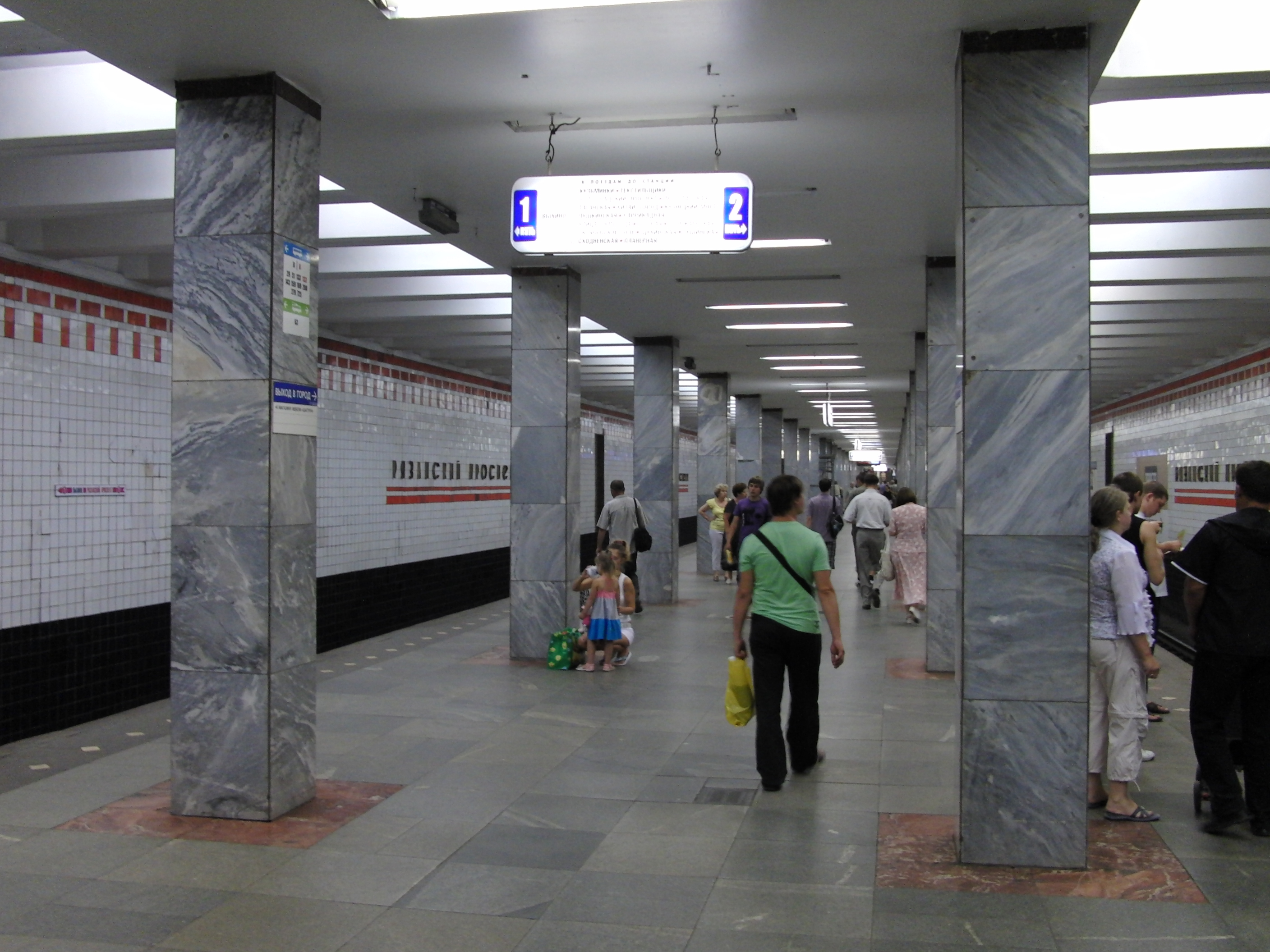
Het perron
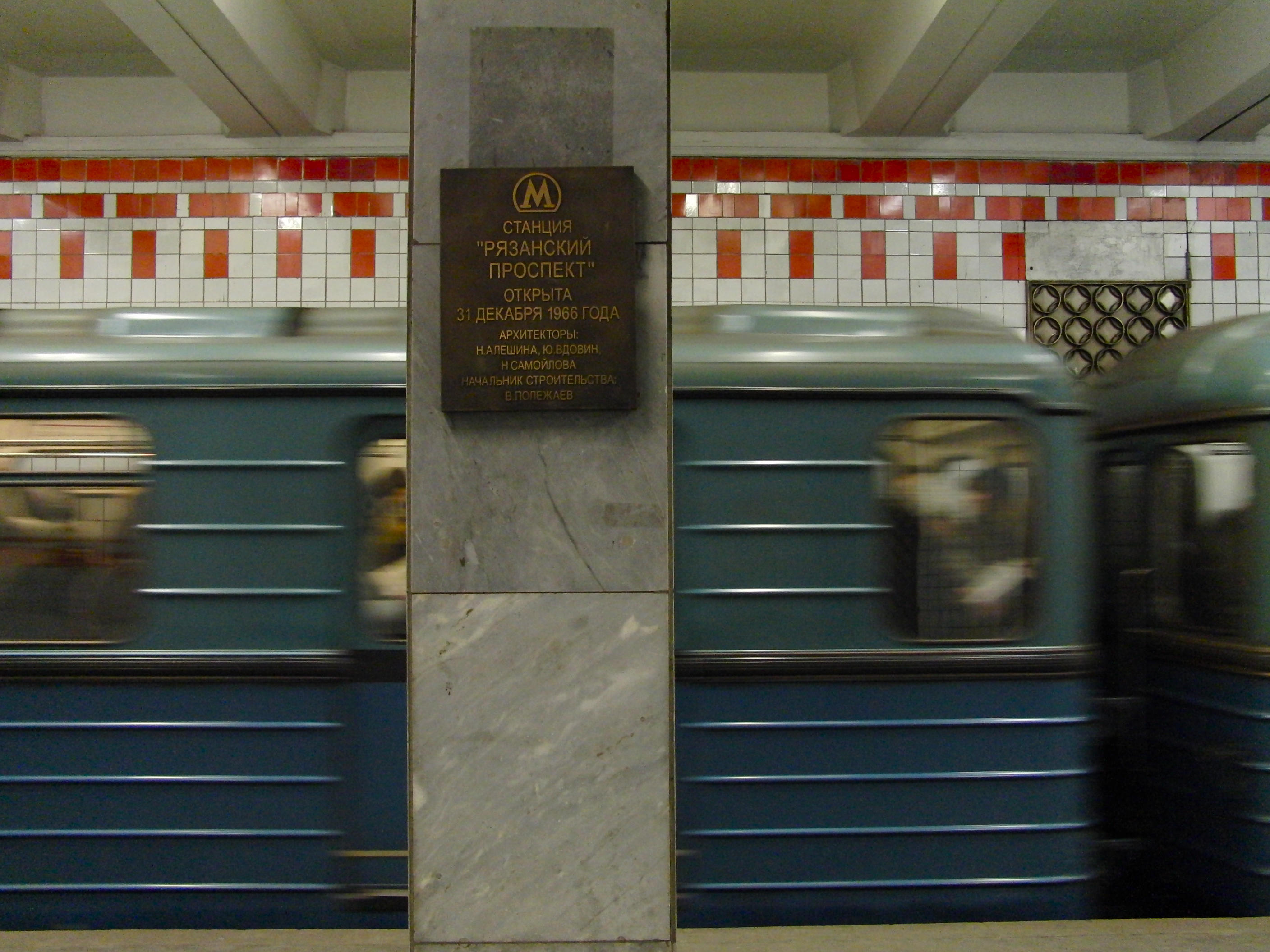
Het officiële naambord

## Ligging en ontwerp
Het station is gebouwd volgens een standaardontwerp uit 1960, de duizendpoot, met geprefabriceerde onderdelen. De zuilen in het ondiep gelegen zuilenstation zijn in twee rijen van 25 geplaatst met een onderlinge afstand van 6 meter. De zuilen zijn bekleed met grijsblauw geaderd marmer en het perron bestaat uit rood en grijs graniet. De tunnelwanden zijn, zoals in de jaren 60 van de twintigste eeuw gebruikelijk was, betegeld. De onderkant heeft zwarte tegels, boven perronniveau zijn het witte tegels, helemaal bovenaan zijn ook rode tegels gebruikt in het patroon van de Rjazan handdoeken. Het station heeft twee toegangsgebouwen van geglazuurd beton, een ten noorden en een ten zuiden van de Rjazanski prospekt.  

## Reizigersverkeer
In verband met regelmatig terugkerende opstoppingen bij Vychino stappen vele reizigers uit bij Rjazanski prospekt uit om 550 meter noordelijker bij de voorstadshalte Vesjnjaki een plaatsje in de voorstadstreinen te bemachtigen. De eerste metro naar het centrum vertrekt om 5:35 uur, in zuidelijke richting op even dagen om 6:08 uur en op oneven dagen om 6:06 uur.